# Fimbristylis vanoverberghii
Fimbristylis vanoverberghii är en halvgräsart som beskrevs av Georg Kükenthal. Fimbristylis vanoverberghii ingår i släktet Fimbristylis och familjen halvgräs. Inga underarter finns listade i Catalogue of Life.